# Менрва (кратер)

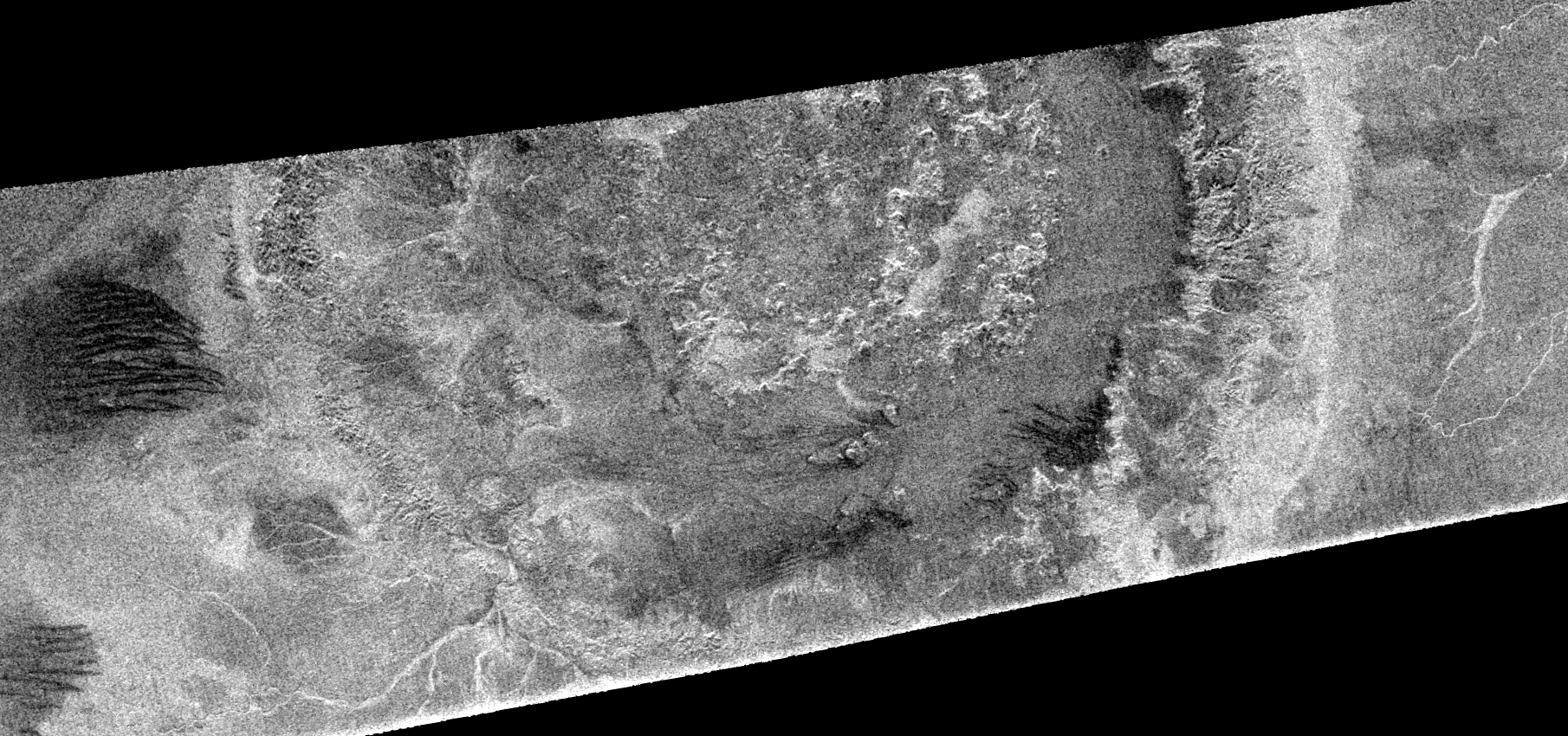
Радарный снимок, сделанный «Кассини» 15 февраля 2005

Сравнение двух радарных снимков. Различие объясняется разным направлением радарного луча и разным расстоянием до объекта

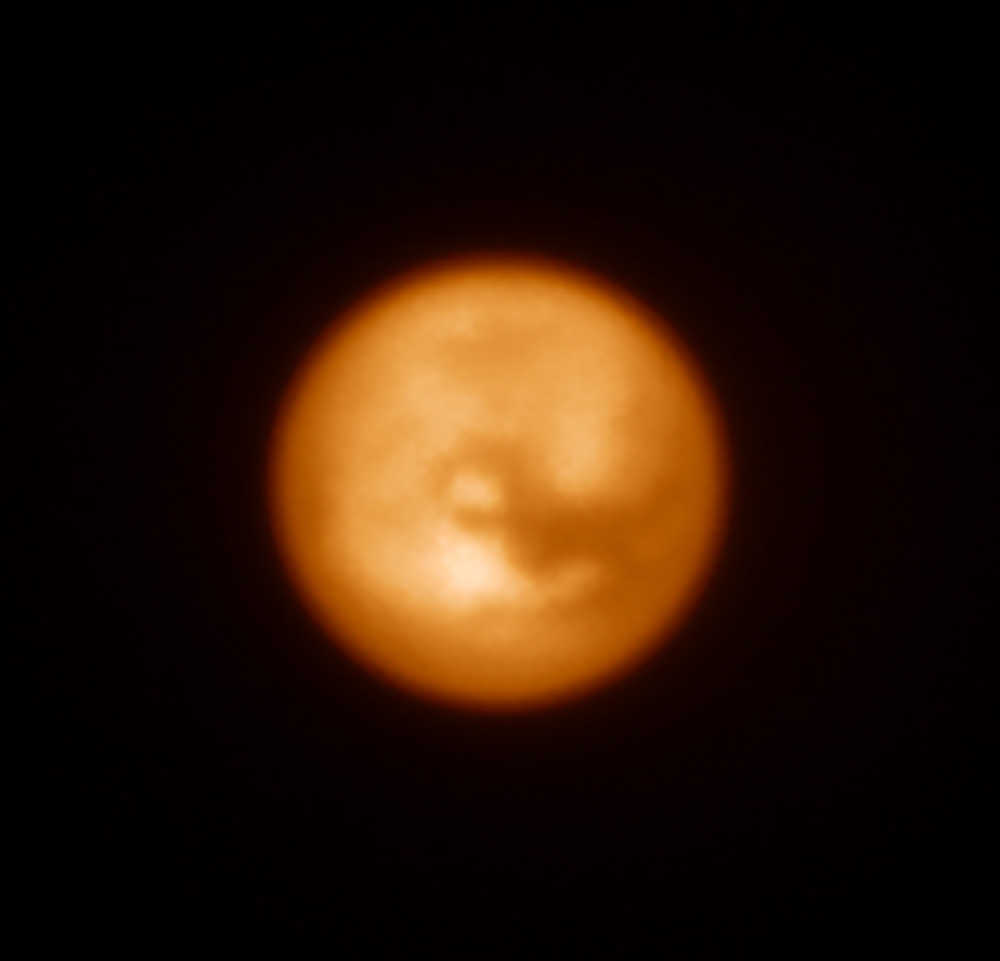
Менрва (яркое пятно около центра) на инфракрасном снимке Титана, сделанном с Земли. Телескоп Мелипал системы VLT, май 2014

Менрва (лат. Menrva) — самый большой известный ударный кратер Титана. Имеет диаметр 425±25 км (по другим оценкам — около 440 км), что делает её одним из крупнейших кратеров Солнечной системы. Находится на северо-западе тёмного региона Фенсал; координаты центра — 19°36′ с. ш. 87°00′ з. д. / 19,6° с. ш. 87,0° з. д. Носит имя этрусской богини мудрости Менрвы, более известной под римским именем Минерва.
Менрву обычно интерпретируют как существенно эродированный двукольцевой бассейн. На ней оставили заметный след ветер, создавший поля дюн, и метановые реки, проложившие сухие ныне русла. Вероятно, Менрва довольно стара и, по некоторым предположениям, даже входит в число древнейших сохранившихся деталей рельефа Титана. Тем не менее это один из наиболее уверенно идентифицируемых ударных кратеров этого спутника.

## Исследование и наименование
Менрва была открыта и идентифицирована как вероятная ударная структура по инфракрасным снимкам, сделанным космическим аппаратом «Кассини» в 2004 году. Позже этот аппарат заснял её и своим радаром, что позволило точно установить её ударное происхождение. Менрва и Синлап стали первыми кратерами Титана, запечатлёнными на радарных изображениях. Разрешение этих снимков намного лучше, чем у большинства инфракрасных (до 300 м на пиксель), но они охватывают Менрву не полностью. Первый раз она была заснята радаром 15 февраля 2005 года (кроме северной и крайней южной части), а второй — 20 июня 2011 (кроме западной половины и с худшим разрешением). Кроме того, 24 октября 2006 инструментом VIMS аппарата «Кассини» было получено инфракрасное изображение с высоким разрешением (сравнимым с разрешением радарных снимков) полосы поверхности шириной около 15 км, проходящей через северный край Менрвы с северо-запада на юго-восток. Представляют интерес дальнейшие исследования кратера, в частности, создание карты высот и моделирование его геологической истории.
Современное имя этого объекта было утверждено Международным астрономическим союзом в 2006 году согласно правилу называть кратеры Титана в честь богов мудрости разных народов. До этого кратер был известен под неофициальным названием «Circus Maximus» (лат. Круг Величайший), которое ему присвоил планетолог Джонатан Лунин после получения первого радарного снимка.

## Общее описание
В центре Менрвы находится круглая яркая холмистая область диаметром около 200 км, содержащая в центре относительно гладкий участок. Эту область окружает тёмное кольцо равнин шириной около 50 км — «ров». За ним лежит яркий кольцевой вал диаметром 425±25 (по другим оценкам — около 440) км. Выбросов, образованных при ударе, вокруг Менрвы не видно: вероятно, их уже стёрли последующие процессы (по другой интерпретации снимков, некоторые признаки выбросов всё же есть). На востоке к Менрве примыкает светлый участок площадью с сам кратер (что встречается и у других кратеров Титана); вдвое меньший светлый участок граничит с юго-западной частью кратера. Оба этих участка пересечены яркими сухими руслами. Менрва с окрестностями (как и ряд других кратеров Титана) выглядит ярким «островом» посреди обширных тёмных областей.
Вал Менрвы лучше сохранился в восточной части, чем в западной, что типично для кратеров Титана. Причина этой закономерности неизвестна. Возможно, она связана с преобладанием на спутнике западных ветров. Кроме того, в центральной зоне кратера на радарных снимках прослеживается хуже выраженное яркое кольцо диаметром 100 км и, возможно, ещё одно кольцо диаметром около 170 км. На этом основана интерпретация Менрвы как двукольцевого бассейна (к которым относится немало кратеров её размера на разных небесных телах), но с этой интерпретацией согласны не все исследователи.
В рельефе Менрва выражена слабо. Самая высокая точка её вала возвышается над самой низкой точкой днища на 500±100 м (по другим данным — не менее 750 м). Отношение этой разницы к диаметру составляет 0,0012±0,0003 (минимальное значение для известных кратеров Титана). Восточный участок вала Менрвы выше окружающих равнин на 300 м, центральная часть кратера — на 250 м, а «ров» — ниже на 200 м. Довольно большая высота местности в центре указывает на то, что рельеф Менрвы был сглажен релаксацией ледяной коры Титана (что наблюдается и у кратеров других ледяных спутников), однако точно это не установлено.
По рельефу Менрва напоминает Гильгамеш — 590-километровый кратер на Ганимеде (одном из самых похожих на Титан тел Солнечной системы). Однако она более сглажена и не окружена кольцевыми обрывами. Возможно, это следствие эрозии и засыпания осадками — процессов, отсутствующих на Ганимеде. В некоторых отношениях она похожа и на 280-километровый кратер Мид на Венере.
Менрва резко выделяется своим размером среди других кратеров Титана: она втрое больше второго по диаметру среди них (144-километрового кратера Форсети). Существование на Титане кратера такого размера накладывает ограничения на модели внутреннего строения и геологической истории спутника: подобный кратер не мог появиться при толщине твёрдой коры, существенно меньшей 100 км, хотя некоторые данные указывают на малую толщину коры Титана.
Возраст Менрвы неизвестен, но её сильная эродированность и большой размер указывают на то, что она относительно стара. Вероятно, ей сотни миллионов или даже миллиарды лет. С другой стороны, если бы она была очень старой, она была бы уже полностью разрушена эрозией. Исходя из концентрации кратеров на Титане, максимальный срок существования крупных кратеров с заметным рельефом (и, соответственно, их максимальный возможный возраст) оценивают в 0,3–1,2 млрд лет.

## Характер местности

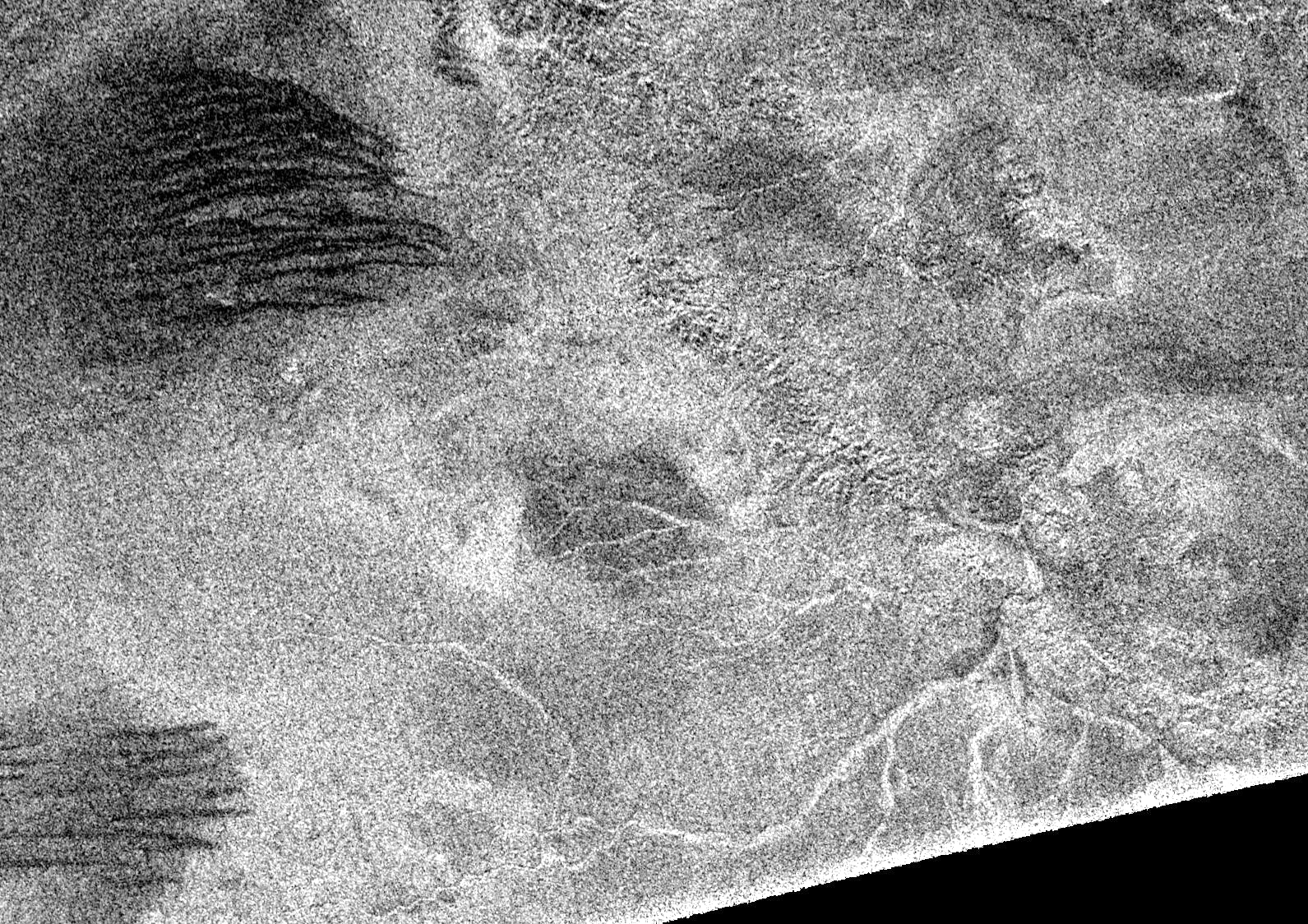
Юго-западная часть Менрвы с окрестностями. Вал кратера находится правее и выше центра. Слева видно тёмные дюны, а внизу — яркие речные русла. Радарный снимок «Кассини», 15 февраля 2005

Более древних, чем Менрва, деталей рельефа в её окрестностях не обнаружено (кроме равнин), зато широко распространены более молодые. Там есть следы работы ветра и жидкости — поля́ дюн и речные русла. Дюны на радарных снимках выглядят тёмными, а русла — светлыми. Немалую часть площади дна кратера занимают равнины без заметных деталей — возможно, следствие былых затоплений. Проявлений криовулканизма или тектоники по соседству с Менрвой не обнаружено. Однако в 400 км восточнее (19°06′ с. ш. 71°42′ з. д. / 19,1° с. ш. 71,7° з. д.) есть возможный криовулкан. Это 8-километровое яркое пятно, от которого на северо-восток тянется примерно 150-километровый яркий «язык».
Местность, на которой расположена Менрва, судя по направлению речных русел, имеет уклон на северо-восток. Судя по наличию у этих русел меандров, этот уклон невелик. По альтиметрическим данным его оценивают в 0,1 % (1 м на 1 км), однако эти данные есть лишь для небольшой части Менрвы и окрестностей. Климат этой местности, судя по наличию дюн и некоторым признакам речных систем, довольно сухой.

### Дюны
Дюн внутри Менрвы немного; ими покрыто несколько маленьких областей в южной части «рва». Более крупное поле дюн занимает низину, примыкающую к кратеру на западе. Кроме того, поля дюн есть юго-западнее и восточнее Менрвы (последнее начинается в зоне наносов каналов Эливагар). В местах, пересечённых руслами, дюны не встречаются. В окрестностях Менрвы они вытянуты в основном на восток-северо-восток в соответствии с преобладающим там направлением ветра (дюны такого типа — линейные — параллельны среднему направлению формирующего их ветра). Однако в разных местах кратера их направление отличается. На небольшом тёмном участке в юго-восточной части Менрвы дюны вытянуты почти перпендикулярно соседним, хотя интерпретация полос на этом участке как дюн спорна. По дюнам можно сделать некоторые выводы о местности: их наличие указывает на сухость климата, а ограниченное распространение, небольшой размер и относительно большие промежутки между ними — на малое количество составляющего их углеводородно-нитрилового песка.

### Русла

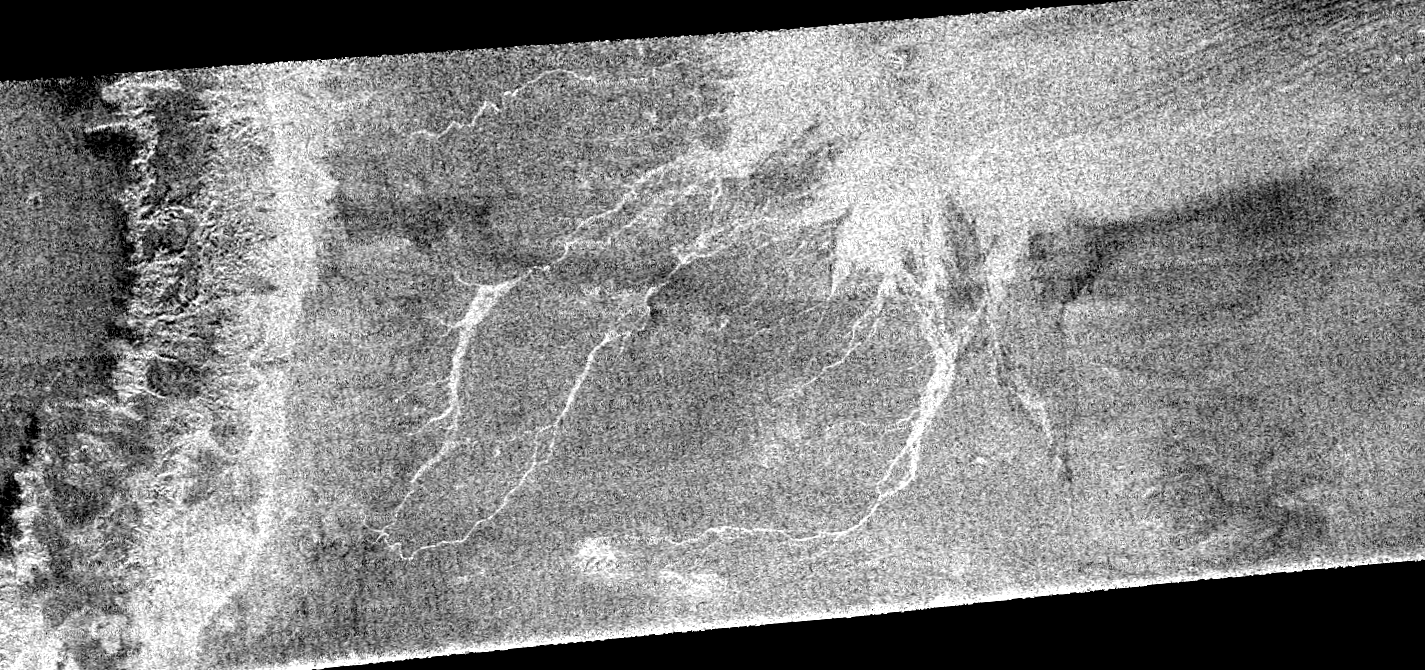
Каналы Эливагар. Слева — часть вала Менрвы. Справа вверху видно поле дюн. Радарный снимок «Кассини», 15 февраля 2005

В этом кратере и его ближайших окрестностях есть две большие и несколько меньших систем русел. Они направлены главным образом на северо-восток. Ныне эти русла сухие, а морфология некоторых из них (каналов Эливагар) указывает на то, что они образованы эфемерными реками, иногда дающими внезапные наводнения в обычно пустынной местности. На радарных снимках большинство этих русел (как и другие русла невысоких широт Титана) выглядят яркими — в 2–4 раза ярче окрестностей. Вероятно, это связано с их неровностью на масштабе порядка длины волны радара «Кассини» (2,17 см) — то есть их дно покрыто частицами размером в сантиметры или больше, а меньшие унесены потоком. На основе размера меандров можно оценить былой расход жидкости в этих реках. Этот метод даёт значение в несколько тысяч кубометров жидкости в секунду, что согласуется и со способностью рек переносить сантиметровые частицы.
Связано ли происхождение этих русел с кратером, неизвестно, но русла встречаются и возле некоторых других кратеров Титана. Не исключено, что это соседство — случайность. Кроме того, есть предположение, что реки питаются орографическими дождями (возвышенности — валы кратеров — заставляют воздушный поток подниматься, охлаждаться и давать осадки). По другой версии, астероидные удары, создавшие кратеры, могли поспособствовать просачиванию наружу жидкости из глубин.
Внутри самого кратера длинные русла встречаются в западной части (между внешним и внутренним валом). Они немногочисленны и вытянуты примерно вдоль параллели. Кроме того, юго-западнее центра Менрвы есть радарно-тёмная извилистая полоса длиной около 100 км, вытянутая примерно параллельно валу. Возможно, это речное русло, покрытое мелкозернистыми отложениями. В северо-восточной части вала есть своеобразные короткие каналы, которые тянутся внутрь кратера. Один канал в этой же части вала идёт в противоположном направлении. Прорезая вал, он выходит наружу, где тянется ещё на 20 километров в обрамлении ярких наносов. За пределами Менрвы рядом с ней известно две большие речные системы.
За 20–30 км на восток от Менрвы начинается одна из крупнейших известных систем русел на Титане — каналы Эливагар. Они направлены прочь от кратера — на северо-восток. Некоторые из этих каналов достигают длины 200 км и ширины 7 км (что немало для русел Титана). Образуя большие дельты, они впадают в большую радарно-светлую область (вероятно, зону речных наносов), на востоке переходящую в поле дюн.
Другая большая речная система входит в кратер с юго-запада. Соединяясь в один широкий канал, она пересекает внешний вал Менрвы (что указывает на его сильную разрушенность) и рядом с ним кончается. Самый западный канал этой системы (в её верховьях) примечателен регулярными меандрами с длиной волны около 5 км.
Северо-восточная часть внешнего вала Менрвы пересечена множеством небольших разветвлённых каналов. Они сильно отличаются от других каналов региона: направлены на запад (внутрь кратера), короткие (20–50 км) и на радарных снимках выглядят отчасти светлыми, а отчасти тёмными, что говорит об их заметной рельефности. Их глубину оценивают в 200–300 м (глубина остальных неизвестна, но вряд ли превышает несколько десятков метров). Однако разрешение существующих изображений не позволяет исследовать эти небольшие каналы детально.